# Ямайка на летних Олимпийских играх 1988
Ямайка принимала участие в Летних Олимпийских играх 1988 года в Сеуле (Корея) в одиннадцатый раз за свою историю, и завоевала две серебряные медали. Сборную страны представляли 24 мужчины и 11 женщин.

## Серебро
- Лёгкая атлетика, мужчины, 4х400 метров, эстафета — Говард Дэвис, Девон Моррис, Уинтроп Грэм, Берт Кэмерон, Тревор Грэхэм, Говард Бёрнетт.
- Лёгкая атлетика, женщины, 200 метров — Грейс Джексон.